# Markus Imhoof
Markus Imhoof (Winterthur 19 de setembre de 1941) és un guionista i director de cinema, teatre i òpera suís.

## Biografia
Va començar la seva carrera com a documentalista, centrant-se en qüestions controvertides. La seva pel·lícula Rondo del 1968 va ser una mirada crítica al sistema penitenciari de Suïssa. La pel·lícula va estar prohibida fins al 1975. La seva següent pel·lícula, Ormenis 199+69 (1969), també va rebre censura, ja que examinava el paper i el tractament dels cavalls a la cavalleria i suggeria que la unitat s'hauria de dissoldre. Imhoof es va veure obligat a fer algunes edicions abans que la pel·lícula es pogués projectar en públic, eliminant escenes que els veterans militars trobaven desagradables. Només el 2002 la pel·lícula va estar disponible en forma sense censura. Volksmund - oder man ist was man isst (1972) era un documental crític amb el consum de la societat.
Més tard en la seva carrera, Imhoof també va començar a dirigir pel·lícules narratives regulars. La seva pel·lícula Das Boot ist voll (El vaixell és ple, 1980) va rebre elogis internacionals per criticar la política neutral de Suïssa durant la Segona Guerra Mundial. La pel·lícula mostrava a un grup de refugiats jueus el 1942 obligats a tornar a l'Alemanya nazi per ordre del govern suís i, així, trobar-se amb la mort als camps de concentració. En aquell moment va ser la primera pel·lícula suïssa a tractar aquest tema controvertit. La següent pel·lícula d'Imhoof, Die Reise (El viatge, 1986) examinava el terrorisme Baader-Meinhof. Der Berg (La muntanya, 1990) va ser un estudi psicològic de tres persones encallades al cim d'una muntanya amb només el menjar suficient per a la seva supervivència. Flammen im Paradies (1997) també és un estudi psicològic, que aquesta vegada representa un jove promès en matrimoni que canvia de lloc amb una dona amb destinació a l'Índia.

## Teatre
- Aufstieg und Fall der Stadt Mahagonny (1987)
- Il Servo (1987)
- Sehnsucht der Masken (1988)
- Contes dels boscos de Viena (1989)
- Lulu (1992)
- Hamlet (1993)
- Falstaff (1993)
- Die Meistersinger von Nürnberg (1996)
- La gavina (Die Möwe 1998)
- Così fan tutte (1998)
- Lucia di Lammermoor (1999)
- Lessings Traum von Nathan dem Weisen (2000)
- Die Entführung aus dem Serail (2002)
- Richard II (2002)

## Filmografia
- Wehe, wenn wir losgelassen (curtmetratge, 1961)
- Prinzessin Tuamasi (curtmetratge de titelles, 1962)
- Happy Birthday (curtmetratge, 1968)
- Rondo (curtmetratge documental, 1968)
- Ormenis 199+69 (curtmetratge documental, 1969)
- Schweizer Maler und Bildern CH TV and Pro Helvetia (1970)
- Volksmund – oder man ist, was man isst (documental, 1972)
- Fluchtgefahr (1974)
- Tauwetter (1977)
- Isewixer (TV 1979)
- Das Boot ist voll (1981)
- Via Scarlatti 20 (1982)
- Die Reise (1986)
- Les petites Illusions (1991)
- Flammen im Paradies/ Les Raisons du Coeur (1996)
- More than Honey (2012)
- Eldorado (2018)

## Premis i nominacions
- Zürcher Filmpreis per Ormenis 199†69 (1971)
- Medalla de Plata de la 32a Mostra Internacional de Cinema de Venècia per Ormenis 199†69 (1971)
- Zürcher Filmpreis per Volksmund – oder man ist, was man isst (1972)
- Zürcher Filmpreis per Fluchtgefahr (1975)
- Prix Italia per Isewixer (1979)
- Os de Plata del 31è Festival Internacional de Cinema de Berlín per Das Boot ist voll (1981)[4]
- Premi Otto-Dibelius del 31è Festival Internacional de Cinema de Berlín per Das Boot ist voll (1981)
- Premi OCIC del 31è Festival Internacional de Cinema de Berlín per Das Boot ist voll (1981)
- Premi CIDALC del 31è Festival Internacional de Cinema de Berlín per Das Boot ist voll (1981)
- Nominació a l'Oscar, millor pel·lícula en llengua estrangera, per Das Boot ist voll (1981)
- Prix-Aliza, París, per Das Boot ist voll (1981)
- David di Donatello (premi René Clair) Roma, per Das Boot ist voll (1982)